# Pedro Fernandes (humorista)
Pedro Fernandes (Lisboa, 16 de Outubro de 1978), também conhecido por Pacheco, é um apresentador, ator, locutor de rádio, guionista e humorista português.
Atualmente, é locutor de rádio na RFM.

## Formação
Pedro Ricardo Pacheco Fernandes, ou simplesmente Pacheco, nasceu a 16 de Outubro de 1978, em Lisboa. Desde cedo descobriu o gosto pelo humor e pela representação, mas sempre os encarou como um hobby. Formou-se em “Publicidade e Marketing” na Escola Superior de Comunicação Social, em Lisboa, curso que frequentou entre 1996 e 2000. Trabalhou como designer gráfico até ao início de 2010, altura em que deixou de o conseguir conciliar com o trabalho em televisão. Foi no terceiro ano da Faculdade que entrou para o teatro universitário, tendo feito parte do elenco do grupo “Segundo a Circular - Tearte ”. Venceu ainda um concurso de comédia de improvisação promovido e apresentado pelo pioneiros da comédia de improvisação em Portugal, os Commedia a la Carte.

## Carreira
Em televisão, Pedro Fernandes fez as suas primeiras aparições em Zapping e Fenómeno, ambos da RTP2. Porém, a sua grande estreia foi como ator e guionista n' A Revolta dos Pastéis de Nata e mais tarde no Sempre em Pé, igualmente da RTP2 e apresentado por Luís Filipe Borges, que foi seu colega durante algumas temporadas do 5 Para a Meia-Noite. Fazia parte da equipa de actores e guionistas rHumor (Pedro Fernandes, Filipe Cardoso, Miguel Rocha e Hugo Veiga), que escrevia e interpretava sketches humorísticos no programa. Mais tarde, esta equipa de argumentistas foi rebaptizada com o nome de ComedyB4, continuando o seu trabalho no Sempre em Pé, um formato de stand-up comedy exibido também na RTP2. Teve ainda uma pequena participação num momento de humor do talk-show Sexta à Noite, apresentado por José Carlos Malato.
Entre 25 de outubro de 2008 e 17 de janeiro de 2009, Pedro Fernandes integrou a equipa dos Repórteres de Negro do programa Caia Quem Caia, da TVI, onde foi o apresentador central do programa, co-apresentado por Joana Cruz e José Pedro Vasconcelos. Destacou-se não só como apresentador mas também pelas suas perguntas incómodas e politicamente incorrectas feitas a celebridades e políticos.
Na área da publicidade, dá a voz a vários spots. No entanto, foi na campanha I Moche You e Mucho Moche da TMN, que deu pela primeira vez o rosto. É um dos embaixadores da marca Adidas Originals e da Nissan. Representou também a Sociedade Ponto Verde, em algumas publicidades televisivas relativas à reciclagem. Foi voz-off da MEO, e atualmente é voz-off do 24 Kitchen. Para além de dar a voz a muitas outras campanhas publicitárias.
Pedro Fernandes foi o repórter dos diários da Operação Triunfo, em 2010, que eram emitidos de terça a sexta feira na RTP1. Aos sábados, durante as galas, era ainda um dos animadores da sala web, que acompanhava toda a emissão e onde os espectadores dispunham de um live-chat onde podiam partilhar as suas opiniões acerca do programa. Apresentou também inúmeros eventos, entre os quais se destaca o 1º NY Portuguese Short Film Festival.
Em 2009, Pedro Fernandes entrou para a equipa de apresentadores do 5 Para a Meia-Noite, um late-night show da RTP2 que veio revolucionar o panorama da televisão nacional. Para além de apresentador, é ainda guionista e actor, nos diversos sketches que compõem este programa.
Na rádio, participou em conjunto com os demais apresentadores, no 5 Para a Uma, o primeiro spin-off em rádio do programa, que ia para o ar na Antena 3. Mais tarde, este mesmo formato passou a ser designado 5 Para o Meio-Dia, tendo sido emitido igualmente na mesma estação, aos sábados, ao meio-dia, até ao final de 2010. Posteriormente,  participou no Fora do 5, da Antena 3, em conjunto com os seus colegas de trabalho Luís Filipe Borges e António Raminhos, um programa que era emitido semanalmente, às sextas-feiras às 19h.
Foi guionista e  a voz do Óscar, o apresentador em formato de desenho animado, de um talk-show em formato de animação 2D da RTP2, A Noite do Óscar, que todas as semanas entrevistava uma figura pública. Este programa contou com 36 episódios, emitidos entre Maio de 2011 e Março de 2012.
Estreou-se como jurado no MTV VJ Casting 2012, que correu o país à procura do(a) próximo(a) VJ da MTV Portugal.  Em 2014 torna-se "MTV Linked pelo talento", distinção dada pela MTV Portugal a algumas personalidades que de alguma forma se destacam nas suas áreas de trabalho. É também escolhido para ser a voz do canal de televisão MTV Portugal.
Em 2014, foi um dos apresentadores da 2ª edição do programa The Voice Portugal, juntamente com Catarina Furtado, Vasco Palmeirim e Mariana Monteiro.
Na RTP internacional co-apresentou com Luís Filipe Borges o programa Cooli, um talk-show dedicado aos portugueses que se destacam além fronteiras, entre maio e dezembro de 2014.
2014 foi também o ano da sua estreia no cinema e logo como protagonista no filme de Alexandre Cebrian Valente, Eclipse em Portugal. O filme de humor negro, o primeiro do género realizado em Portugal, conta com um elenco de luxo: Sofia Ribeiro, Pedro Lima, Fernanda Serrano, João Ricardo, Sandra Cóias, São José Lapa, Fernando Fernandes, Joaquim Nicolau, Ricardo Carriço, António Raminhos, entre outros.
É autor de algumas paródias musicais como Ai sou eu que pago (versão de Ai seu eu te Pego, de Michel Teló) e Gamar com style, (versão de Gangnam Style, de Psy), que já conta com mais de 2 milhões de visualizações no Youtube. Estes temas têm uma forte componente de sátira política, face à crise financeira que actualmente se vive em Portugal. Em 2014 lançou ainda Foi a Emel, uma paródia à empresa que gere o estacionamento em Lisboa (versão de Bo tem mel de Nelson Freitas).
Deixou as quintas-feiras do 5 para a Meia-Noite no final de 2015, tendo sido substituído pela sexóloga Marta Crawford na emissão do programa.
A 4 de Janeiro de 2016 estreou-se como apresentador do concurso televisivo The Big Picture da RTP1. Em setembro de 2016, juntou-se a Nilton e a Mariana Alvim na apresentação do programa Café da Manhã da RFM. Ainda em 2016 recebeu uma estrela em sua homenagem no Muro da Fama - Nirvana Studio. Entre 2017 e 2018, apresentou o Brainstorm e o Got Talent Portugal na RTP1.
Em 2018 apresentou, juntamente com Filomena Cautela, a final do Festival RTP da Canção 2018, na RTP1.
Em 2019 apresentou, juntamente com Teresa Peres e Rita La Rochezoire, o programa Portugal mais Perto, na RTP1.
Em maio de 2019, mudou-se para a TVI, integrando o leque de concorrentes da sexta edição d'A Tua Cara Não Me É Estranha.
De outubro de 2019 a abril de 2020 apresentou na TVI, o game-show Ver P'ra Crer, transmitido de segunda a sexta-feira ao final da tarde.
Televisão
| Ano         | Canal | Projeto                              | Notas                                                           |
| ----------- | ----- | ------------------------------------ | --------------------------------------------------------------- |
| 2005 - 2006 | RTP2  | A Revolta dos Pastéis de Nata        | Ator e Guionista                                                |
| 2007 - 2008 | RTP2  | Sempre em Pé                         | Repórter                                                        |
| 2008 - 2009 | TVI   | Caia Quem Caia                       | Apresentador                                                    |
| 2009 - 2015 | RTP1  | 5 para a Meia-Noite                  | Apresentador                                                    |
| 2010        | RTP1  | Operação Triunfo 4                   | Apresentador dos Diários                                        |
| 2011 - 2012 | RTP2  | A Noite do Óscar                     | Apresentador                                                    |
| 2012        | MTV   | MTV                                  | Apresentador                                                    |
| 2014        | RTP1  | The Voice Portugal 2                 | Repórter                                                        |
| 2014        | RTP1  | Cooli                                | Apresentador                                                    |
| 2016 - 2017 | RTP1  | The Big Picture                      | Apresentador                                                    |
| 2017 - 2018 | RTP1  | Brainstorm                           | Apresentador                                                    |
| 2017        | RTP1  | Got Talent Portugal 3                | Apresentador ao lado de Sílvia Alberto                          |
| 2018        | RTP1  | Got Talent Portugal 4                | Apresentador ao lado de Sílvia Alberto                          |
| 2018        | RTP1  | Final do Festival RTP da Canção 2018 | Apresentador ao lado de Filomena Cautela                        |
| 2019        | RTP1  | Portugal mais Perto                  | Apresentador                                                    |
| 2019        | TVI   | A Tua Cara não me é Estranha 6       | Concorrente                                                     |
| 2019 - 2020 | TVI   | Ver p'ra Crer                        | Apresentador                                                    |
| 2019        | TVI   | Especial Fim de Ano - Albufeira      | Apresentador ao lado de Maria Cerqueira Gomes e Ana Lúcia Matos |
| 2020        | TVI   | A Ajuda Não Pode Parar               | Apresentador ao lado de Fátima Lopes                            |
| 2020        | TVI   | Portugal na TVI                      | Apresentador                                                    |
| 2020        | TVI   | Todos Por Todos - Missão Continente  | Apresentador                                                    |
| 2020 - 2021 | TVI   | Mãe Energia                          | Apresentador                                                    |
| 2020        | TVI   | Somos Natal                          | Apresentador                                                    |
| 2021        | TVI   | Em Família                           | Apresentador                                                    |
| 2021        | TVI   | All Together Now                     | Jurado Convidado                                                |
| 2023        | RTP1  | I Love Portugal 4                    | Concorrente                                                     |
| 2023        | SIC   | Hell's Kitchen - Famosos             | Concorrente                                                     |
| 2024        | RTP1  | Festival RTP da Canção 2024          | Apresentador convidado                                          |
| 2024        | RTP1  | Taskmaster                           | Participação especial                                           |